# Suzanna Lubrano
Pour les articles homonymes, voir Lubrano.
Suzanna Lubrano est une chanteuse cap-verdienne née à Santa Catarina le 10 novembre 1975.

## Biographie
Suzanna Lubrano, connue comme la diva de la musique populaire capverdienne et des Pays africains de langue officielle portugaise (PALOP)[réf. nécessaire] a émigré avec sa famille en Hollande à l'âge de quatre ans. C'est dans ce pays qu'elle entame, à l'âge de 18 ans, sa carrière artistique dans le groupe "Rabelados". Elle a commencé à être reconnue au niveau international à partir de 2002 avec les albums Tudo Pa Bo et Musa do zouk.[réf. souhaitée]
En 2003, elle remporte le Kora Award pour les catégories Meilleure artiste de l'Afrique occidentale et Meilleure artiste africaine.
Les chansons de Suzanna Lubrano sont populaires chez les danseurs de zouk et de kizomba[réf. nécessaire].

## Discographie

### Albums
- 2015 : Vitoria, TransCity/BMP
- 2013 : The Hits Collection, TransCity/BMP
- 2011 : The Best of Suzanna Lubrano, TransCity/BMP
- 2010 : Live at Off-Corso, TransCity/BMP (DVD et album audio téléchargeable)
- 2009 : Festa Mascarado (Masquerade Ball), Mass Appeal Entertainment
- 2007 : Saida, Mass Appeal Entertainment
- 2003 : Tudo Pa Bo, Kings Records
- 1999 : Fofó, Kings Records
- 1997 : Sem Bó Nes Mund, Kings Records

### Simples
- Tardi Di Mas, TransCity BMP/Blue Pie Music, 2012
- Ca Bu Para, TransCity BMP/Blue Pie Music, 2012
- Justify (I Try), Featuring Kenny B & Benaissa, TransCity BMP/Blue Pie Music, 2011
- Hijo de la luna, Festa Mascarado, Mass Appeal Entertainment, 2009
- Nunca Mas (Loony Johnson remix), TransCity, 2009
- Dankbaar (Lange Frans & Baas B), Walboomers, 2009
- Sukrinha, album Nos pobréza ké nos rikéza, La Mc Malcriado, 2006
- Mas um vez, Tropical Stars, Tropical Music, 2005
- Silêncio, single CD, Coast to Coast, 2004
- In Silence, single CD, Coast to Coast, 2004
- Stilte, single CD, Coast to Coast, 2004
- Paraiso, Jeux de Dames volume 4, Rubicolor, 2004
- Dilemma, Jeux de Dames volume 3, Rubicolor, 2002
- Nos dos, Beto Dias, Kings Records, 2000
- Our Night, TxT Stars, volume 1, 1999
- Cada momentu, Sukuru, Rabelados, 1996